# Olio di colza

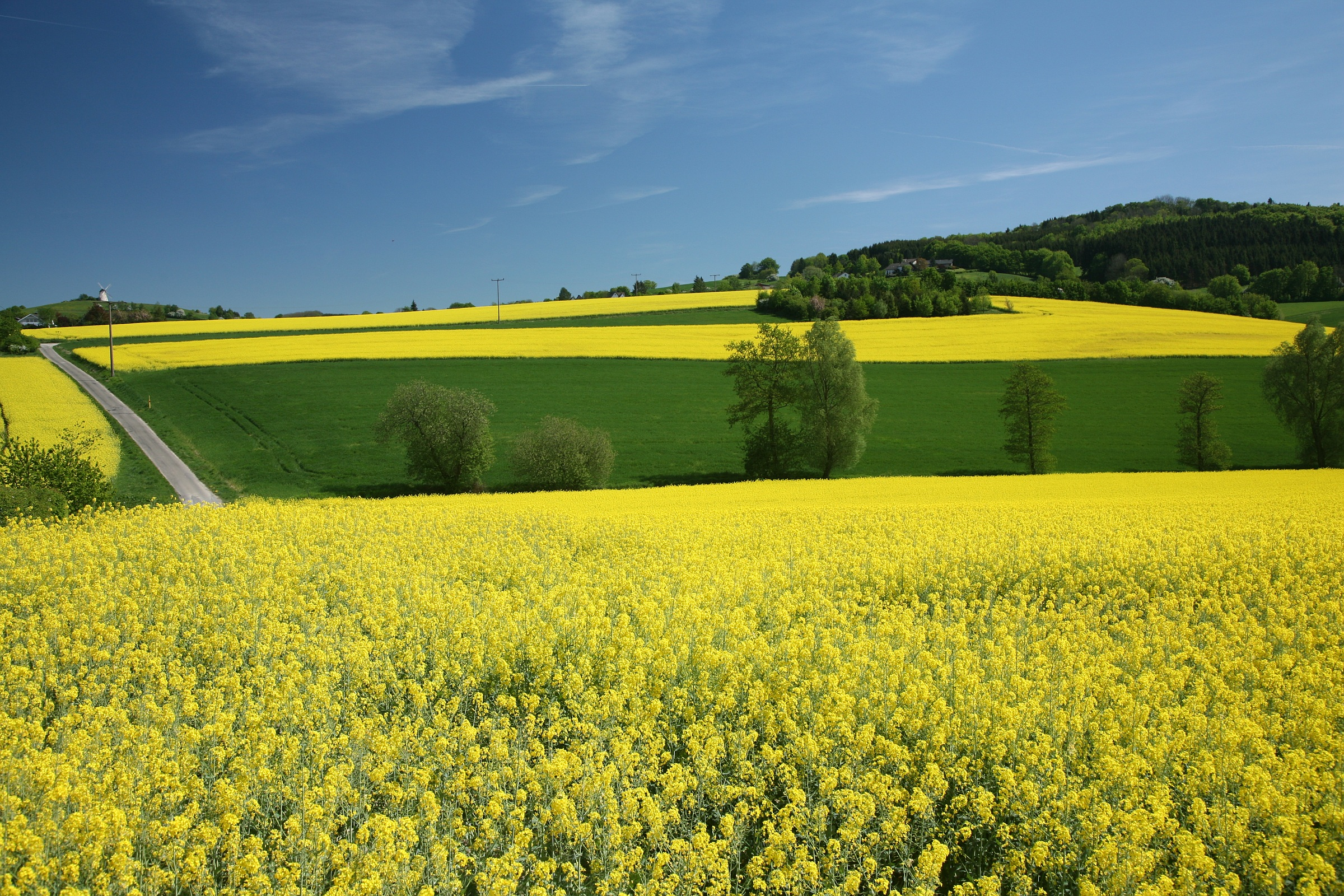
Un campo coltivato a colza

L'olio di colza è un olio vegetale alimentare prodotto dai semi della colza (Brassica napus, Brassica rapa oleifera ) e da cultivar o varietà mutanti sviluppate appositamente per modificarne la distribuzione di acidi grassi.
L'olio trovava uso intorno al 1200 per l'illuminazione delle strade nei Paesi del Nord Europa, mentre il suo uso alimentare si sviluppò nella metà del XIX secolo quando però non trovò molti consensi a causa degli studi sugli effetti per la salute umana che non lo ritennero migliore di altri oli vegetali e lo relegarono a prodotto di qualità inferiore. 
Tra gli utilizzi non alimentari non è secondario l'utilizzo come combustibile per autotrazione. Il motore di Rudolf Diesel venne originariamente pensato alla fine del XIX secolo dal suo inventore per funzionare con olio vegetale. Solo in seguito fu sostituito dall'olio minerale detto gasolio diesel. Si è successivamente dimostrato che l'olio di colza, opportunamente trattato, può essere trasformato in biodiesel e utilizzato come biocarburante per i motori Diesel. Durante la Seconda guerra mondiale fu usato come carburante per veicoli nautici a causa delle difficoltà di reperire carburanti di origine minerale.
La coltivazione della colza è preferita in ambienti collinari. I principali produttori mondiali di olio di colza sono Canada, Cina, Stati Uniti, Francia, India, Pakistan, Germania.
La produzione di olio di colza e altri biocombustibili è legata alla coltura estensiva. Nel 2007 è stata individuata come alternativa l'olio di Jatropha. La Jatropha curcas cresce nel deserto e dunque non determina un calo della superficie coltivata e delle disponibilità alimentari.

## Effetti sulla salute
Già nel 1960-70 i primi studi su animali hanno evidenziato potenziali rischi per la salute (lipidosi del miocardio e lesioni cardiache) utilizzando nell'alimentazione olio di colza. La componente individuata come potenzialmente tossica è l'acido erucico presente in concentrazioni comprese tra il 30% e il 60% in funzione della cultivar, della raccolta e altri fattori. Il rischio specifico connesso alla presenza di acido erucico è considerato molto superiore a quello collegato all'alimentazione ricca di altri acidi grassi monoinsaturi.
Negli Stati Uniti, nell'Unione europea, in Australia e Nuova Zelanda sono state introdotte limitazioni nel contenuto di acido erucico degli alimenti a scopo precauzionale.
Per consentire un utilizzo alimentare e industriale dell'olio di colza, sono state sviluppate diverse mutazioni della pianta originale. Il consumo di oli di colza ottenuti da varietà mutanti della colza, specie se ricchi di acidi grassi polinsaturi, è considerato potenzialmente benefico per la salute.

## Varietà mutanti

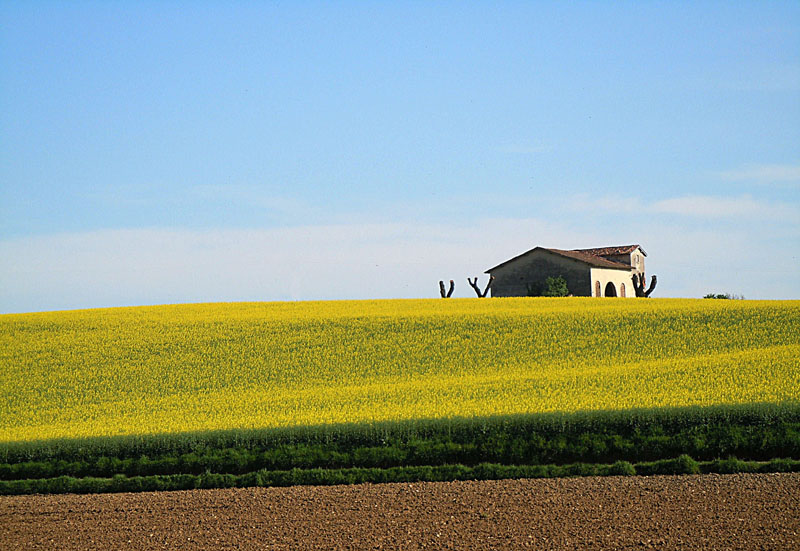
Colline moreniche del Garda, campo di colza

La prima e più importante varietà di brassica in grado di produrre un olio a basso tenore di acido erucico è stata sviluppata in Canada.
Nelle prime varietà mutanti il miglioramento genetico è stato ottenuto con tecniche agricole tradizionali; sfruttando incroci, stress ambientale e selezioni, nel 1968 è stata prodotta la prima varietà di brassica napus a basso tenore di acido erucico, chiamata Oro e, nel 1971, la prima varietà di brassica rapa, chiamata Span. Già con queste varietà la produzione di olio di colza poteva garantire tenori di acido erucico inferiori al 5%.
Solo nel 1974, nell'università di Manitoba, fu poi sviluppata la prima varietà, chiamata 00, a basso acido erucico e basso glucosinolato, l'agente che conferisce sapore amaro e un effetto goitrogeno alla pasta residua dopo l'estrazione dell'olio e che ne limitava l'utilizzo nell'alimentazione animale. Da questa varietà nasce lo standard CANOLA, da Canadian Oil Low Acid, riferito a un olio con meno del 2% di acido erucico e meno di 30 micromoli di glucosinolati per grammo di pasta disoleata e seccata.
La prima varietà mutante avuta con tecniche diverse da quella tradizionali è stata ottenuta in Svezia nel 1958 con raggi-X a 350Gy. Le varietà tolleranti gli erbicidi hanno cominciato a comparire nel 1984 con varietà resistenti alla triazina e nel 1995 con varietà resistenti all'imidazolinone.
Nel 1995 la Monsanto ha presentato la prima varietà di brassica napus tollerante il glifosato (Roundup), ottenuta con tecniche transgeniche.
Come Monsanto altri gruppi industriali (Aventis, Basf, ecc.) hanno sviluppato varietà resistenti a specifici erbicidi. Con nuove tecniche di ibridazione biotecnologica sono state sviluppate molte altre varietà.
Nel 1998 la varietà Stellar è stata la prima in grado di fornire un olio che, oltre ad avere un basso tenore di acido erucico e un alto tenore di acido oleico, contenesse anche pochi acidi polinsaturi (acido linolenico < 3%) in modo da essere meno soggetto all'irrancidimento e idoneo alla frittura. Dopo la continua ricerca di varietà a basso tenore di acido erucico sono state sviluppate anche varietà ad alto tenore, per l'industria dei lubrificanti, ma con pochi glucosinolati, in modo da poter utilizzare i residui della lavorazione olearia per l'alimentazione animale.
L'industria cosmetica può apprezzare l'olio di colza come emolliente in grado di ammorbidire e lisciare la pelle, sia nelle varietà ad alto acido erucico, comparabili come spandibilità e scorrevolezza ad altri oli cosmetici a catena lunga: crambe abyssinica seed oil e limnanthes alba seed oil, sia le varietà ad alto oleico, sostituto inodore e incolore dell'olio di oliva.
La colza si è rivelata come la pianta più facilmente adattabile, con miglioramento genetico, alle diverse esigenze industriali per la produzione di oli con specifiche distribuzioni di acidi grassi.

## Produzione
| Maggiori nazioni produttrici di olio di colza nel 2018 | Maggiori nazioni produttrici di olio di colza nel 2018 |
| Paese                                                  | Milioni di tonnellate                                  |
| ------------------------------------------------------ | ------------------------------------------------------ |
| Canada                                                 | 4,17                                                   |
| Cina                                                   | 3,64                                                   |
| Germania                                               | 3,14                                                   |
| India                                                  | 2,47                                                   |
| Francia                                                | 1,78                                                   |
| Polonia                                                | 1,19                                                   |
| Giappone                                               | 1,02                                                   |
| Regno Unito                                            | 0,83                                                   |
| Stati Uniti                                            | 0,71                                                   |
| Belgio                                                 | 0,64                                                   |

Il seme della colza è ora il secondo più grande raccolto di semi oleosi dopo la soia e il terzo olio vegetale dopo l'olio di soia e l'olio di palma, ed è quindi un importante contributo alla fornitura annuale di oli vegetali necessari per soddisfare una domanda crescente.
La produzione globale di olio di colza ha raggiunto quasi 27,3 milioni di tonnellate nella stagione 2019/2020. La coltivazione della colza è preferita in ambienti collinari e in climi non particolarmente caldi.
Con la diffusione delle varietà a basso erucico e basso glucosinolato la produzione di olio di colza ha visto un importante incremento soprattutto in europa dove la produzione in un ventennio (1998-2018) è passata da 4 a 11 milioni di tonnellate.
Produzione mondiale di olio di colza (t)Anno05.000.00010.000.00015.000.00020.000.00025.000.00030.000.00019611974198720002013Produzione in tonnellate
L'olio di colza viene estratto decorticando e sbriciolando il seme per rompere il rivestimento del seme e rompere le cellule oleose. I semi di colza a basso erucico contengono circa il 42% di lipidi. I fiocchi, di circa 1 mm di diametro, rimanenti vengono quindi cotti per ridurre l'umidità e rompere le cellule intatte che rimangono dopo il processo di desquamazione. Il seme sfaldato e cotto viene quindi sottoposto a un processo di pressatura delicata che estrae un po' di olio e comprime i fiocchi fini in grossi frammenti di torta. Da questi frammenti viene estratta con solvente, tecnica di estrazione soxhlet, la maggior parte dell'olio rimanente. Il solvente, tipicamente esano, viene rimosso dall'olio con un sistema di recupero dei solventi che garantisce un olio privo di solventi.
L'olio estratto con solvente viene combinato con l'olio prepressato nelle prime fasi della lavorazione per formare l'olio grezzo che viene poi fatto passare attraverso un processo di sgommatura. Dopo la separazione delle cosiddette gomme, che nell'olio di colza possono rappresentare un 2% dell'olio grezzo, rimane un olio semiraffinato che può essere utilizzato industrialmente per la produzione di biodiesel attraverso transesterificazione o per altre finalità tecniche. Per avere un olio destinato all'utilizzo alimentare si deve completare la raffinazione.

## Composizione
Con tutte le possibili varietà e mutazioni della colza, sviluppate per modificarne la distribuzione di acidi grassi, si può parlare di composizione tipica considerando 6 categorie principali di olio.
- LEAR olio di colza a basso tenore di acido erucico, analogo al canola, classificato nel Codex Alimentarius,[21]
- HEAR olio di colza ad alto tenore di acido erucico, classificato nel Codex Alimentarius,[21]
- HOLL olio di colza ad alto oleico e basso linolenico,
- VHOA olio di colza a contenuto di oleico molto alto,
- LEHL olio di colza a basso erucico e alto laurico,
- VGLN olio di colza a contenuto di γ-linolenico molto alto,

Legenda: concentrazioni in % w/w, nd: non rilevabile o "<0,05 %".
| acido grasso       | n° atomi di C: n° doppi legami e ω | LEAR | HEAR | HOLL | VHOA | LEHL | VGLN |
| ------------------ | ---------------------------------- | ---- | ---- | ---- | ---- | ---- | ---- |
| acido caprico      | 10:0                               | nd   | nd   | nd   | nd   | 0,1  | nd   |
| acido laurico      | 12:0                               | nd   | nd   | nd   | nd   | 38,8 | nd   |
| acido miristico    | 14:0                               | 0,1  | nd   | 0,1  | 0,1  | 4,1  | 0,1  |
| acido palmitico    | 16:0                               | 3,6  | 4,0  | 3,9  | 3,4  | 2,7  | 4,2  |
| acido palmitoleico | 16:1ω7                             | 0,2  | 0,3  | 0,2  | 0,2  | 0,2  | 0,2  |
| acido stearico     | 18:0                               | 1,5  | 1,0  | 1,3  | 2,5  | 1,6  | 3,7  |
| acido oleico       | 18:1ω9                             | 61,6 | 14,8 | 61,4 | 77,8 | 32,8 | 24,4 |
| acido linoleico    | 18:2ω6                             | 21,7 | 14,1 | 28,1 | 9,8  | 11,3 | 26,1 |
| acido α-linolenico | 18:3ω3                             | 9,6  | 9,1  | 2,1  | 2,6  | 6,3  | 1,3  |
| acido γ-linolenico | 18:3ω6                             | nd   | 1,0  | nd   | nd   | nd   | 37,2 |
| acido arachico     | 20:0                               | 0,6  | 1,0  | 0,6  | 0,9  | 0,4  | 1,0  |
| acido gadoleico    | 20:1ω9                             | 1,4  | 10,0 | 1,5  | 1,6  | 0,8  | 0,8  |
| acido beenico      | 22:0                               | 0,3  | 0,8  | 0,4  | 0,5  | 0,2  | 0,5  |
| acido erucico      | 22:1ω9                             | 0,2  | 45,1 | 0,1  | 0,1  | 0,5  | 0,1  |
| acido lignocerico  | 24:0                               | 0,2  | 0,3  | 0,3  | 0,3  | 0,2  | 0,2  |